# Festuca roblensis
Festuca roblensis är en gräsart som beskrevs av Gonz.-led. Festuca roblensis ingår i släktet svinglar, och familjen gräs. Inga underarter finns listade i Catalogue of Life.